# 孟晓驷
孟晓驷（1956年5月—），籍贯江苏灌南，生于上海，中华人民共和国政治人物，中华人民共和国文化部原副部长，中华全国妇女联合会原副主席，书记处书记。現擔任中国妇女发展基金会理事长。

## 荣誉

### 外国勋章奖章
- 国家功绩军官勋章（法国，2005年9月16日于北京颁发[3]）